# 雪嶺熱點
雪嶺熱點，是日本現役純種競賽馬匹。目前主要勝場有2024年優駿牝馬（日本橡樹大賽）及秋華賞。

## 出賽前
2021年2月3日出生於北海道安平町北部牧場，成長途中於一口馬主俱樂部Sunday Racing Co. Ltd.進行馬主募集。
其後交由美浦訓練中心練馬師木村哲也訓練。

## 競賽生涯

### 2歲
2023年6月4日出戰東京競馬場新馬戰，比賽初段因起步順利以順勢搶佔領放位置，進入直路後雖然可以保持優勢，但最終被以凌厲姿態衝刺的驍智嬌娃超越獲得第二。
8月12日出戰未勝利戰，比賽途中保持於第二的位置下於直路順利望空衝出，轟出後600米33.0秒的末腳速度下不斷拉開後方賽駒，最終以6馬位優勢大勝取得首個分級賽冠軍。
10月28日出戰月神錦標，賽前繼續獲得第一人氣。比賽開始後，其選擇於前頭第五左右的位置推進，通過第一彎道時稍為進佔前方位置。進入直路後，其以優秀的反應逐步加速取得領先，最終繼續保持優勢下成功抵擋功成珍寶的追擊取得首個一級賽冠軍。

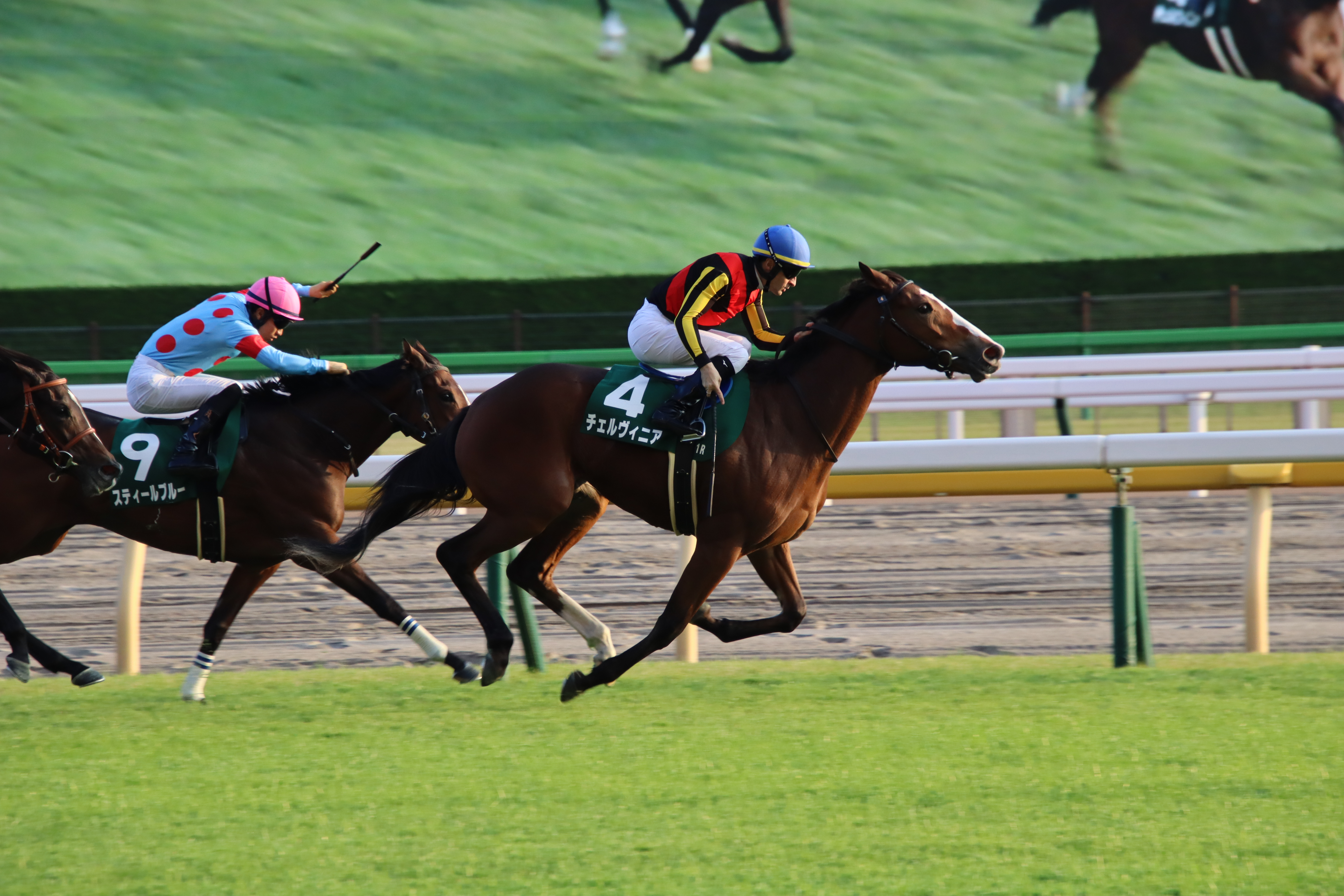
出戰月神錦標的雪嶺熱點

其後，陣營原定安排其角逐阪神兩歲牝馬錦標，但賽前調整時候發現左大腿有不適，因而決定避戰。

### 3歲
2024年首戰為雌馬三冠首關櫻花賞，由於主戰騎師李慕華於3月30日出戰杜拜草地大賽時墮馬受傷，因而改由毛振鵬策騎。比賽開始後，其於外檔位置以主動的姿態衝刺搶佔位置，通過第一彎道前成功進佔先頭位置逐步推進。進入直路後，其嘗試於中團位置以望空的姿態衝刺，可惜未能順利加速下逐漸後退，最終以第十三大敗。
完成櫻花賞後，其緊接挑戰優駿牝馬（日本橡樹大賽），重新夥拍傷愈復出的李慕華。比賽開始後，其選擇以居中戰術鋭進，面對較快步速的展開下一直跟隨其前方櫻花賞馬橡木城，直至通過第三、四彎道時候才逐步抽出外檔準備加速。進入直路後，其於外檔位置以望空的姿態展開凌厲的衝刺，於中段進入全速狀態後超越大部份對手，最終於最後關頭趕過透出佔先的橡木城，以1/2馬位優勢取得首個一級賽冠軍。
進入秋季後直走秋華賞，因於優駿牝馬中的優秀表現取得第一人氣。比賽開始後，其選擇維持於中團有遮擋的位置，一直保持於此等待時機並留存體力。進入直路後，其繼續於馬群中央前進，但於中段位置逐步展開衝刺並逐漸突破。最後200米處，其成功望空並瞬間嚮應騎師李慕華的加速指揮，一舉衝出下彈離後面的對手，最終以1 3/4馬位優勢戰勝新馬戰時敗於的對手驍智嬌娃達成雌馬二冠。

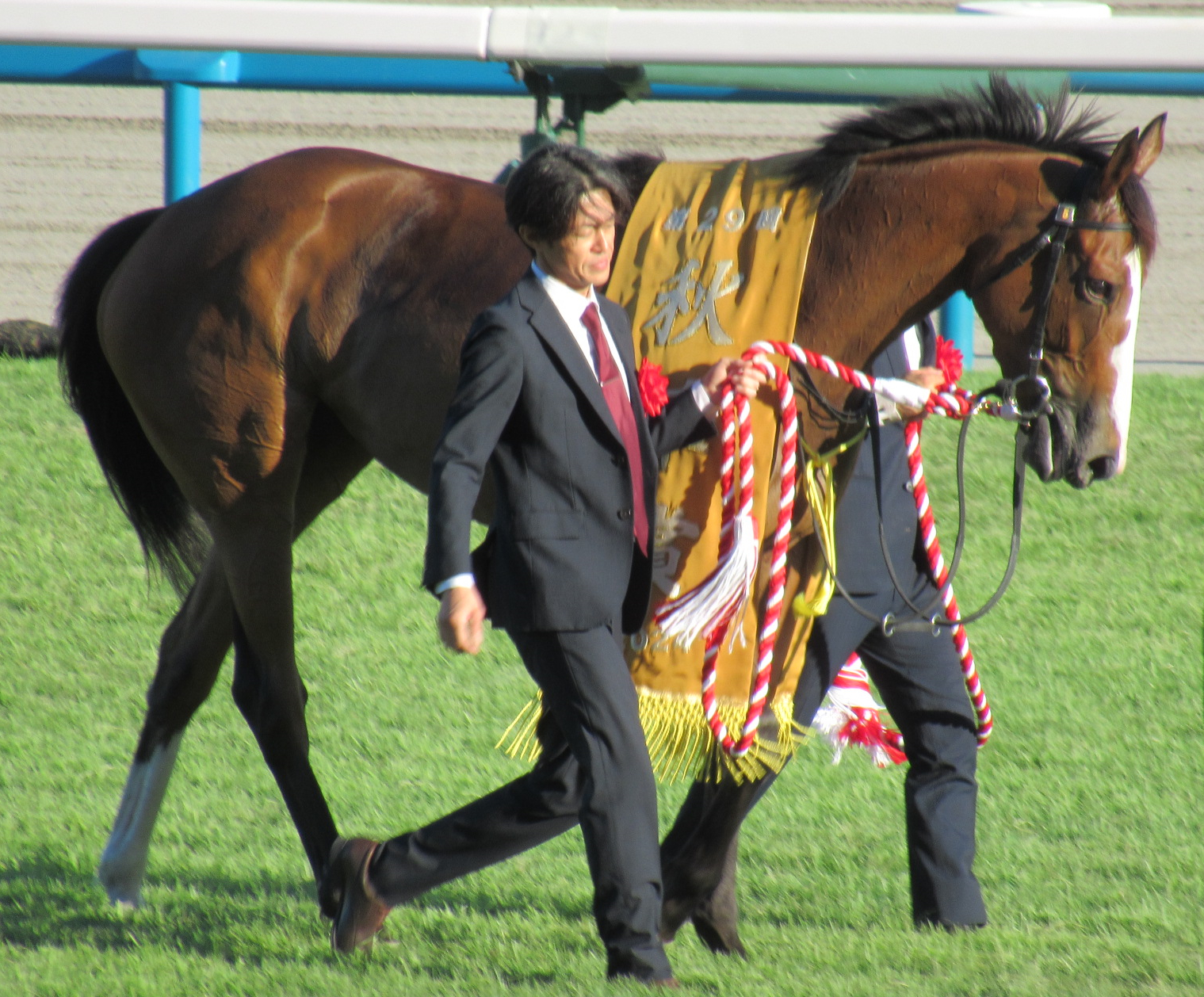
秋華賞頒獎儀式

贏得秋華賞後以日本盃作為目標，賽前取得第二人氣。比賽開始後，其於所在的檔位稍微向內取位進佔靠前的位置，進入對面直路後稍為放緩，處於約莫第六、七。進入直路後，其於中檔位置展開加速並跑出不俗的速度，但最終仍然未能迫近前方透出的堅韌力和真命新帝，亦無法反超外檔位置加速上前的勝局在望，以第四的戰績完賽。
年末，由於其取得雌馬兩冠的成就，因而於評選中以190票力壓廄侶蕾麗宮成為最佳3歲雌馬。

### 4歲
2025年以京都紀念作為起動戰，比賽初段選擇留守中團的位置順應步速前進，但在直路上的衝勢大不如前，最終以第九的戰績落敗。
其後遠征阿聯酋，出戰杜拜司馬經典賽，比賽初段由外檔位置逐步上前，保持在中團的位置。進入直路後，其繼續在外檔位置展開加速，但最終未能展現較大的衝勢，最終以第六完賽。
完成遠征後返回日本休養，在6月出戰白鷺錦標。比賽開始後，其保持在靠後的位置逐步推進，直至彎道前在中檔位置上前進佔有利位置。進入直路後，其稍微抽出外檔望空衝刺，但最終未能壓制從中檔位置以凌厲姿態殺出的Keep Calm，以1馬位差距敗於對手取得第二。

### 詳細賽績
| 日期       | 舉辦國家 | 馬場 | 距離   | 級別 | 賽事名稱       | 負重 | 騎師   | 馬號 | 出馬 | 名次 | 時間     | 頭馬（二馬）  |
| ---------- | -------- | ---- | ------ | ---- | -------------- | ---- | ------ | ---- | ---- | ---- | -------- | ------------- |
| 4/6/2023   | 日本     | 東京 | 草1600 |      | 2歲新馬        | 55   | 李慕華 | 1    | 11   | 2    | 1:34.7   | 驍智嬌娃      |
| 12/8/2023  | 日本     | 新潟 | 草1800 |      | 2歲未勝利      | 55   | 李慕華 | 6    | 10   | 1    | 1:46.9   | （Lone Wolf） |
| 28/10/2023 | 日本     | 東京 | 草1600 | GIII | 月神錦標       | 55   | 李慕華 | 4    | 10   | 1    | 1:33.6   | （功成珍寶）  |
| 7/4/2024   | 日本     | 阪神 | 草1600 | GI   | 櫻花賞         | 55   | 毛振鵬 | 18   | 18   | 13   | 1:33.4   | 橡木城        |
| 19/5/2024  | 日本     | 東京 | 草2400 | GI   | 優駿牝馬       | 55   | 李慕華 | 12   | 18   | 1    | 2:24.0   | （橡木城）    |
| 13/10/2024 | 日本     | 京都 | 草2000 | GI   | 秋華賞         | 55   | 李慕華 | 5    | 15   | 1    | 1:57.1   | （驍智嬌娃）  |
| 24/11/2024 | 日本     | 東京 | 草2400 | GI   | 日本盃         | 54   | 李慕華 | 14   | 9    | 4    | 2:25.9   | 勝局在望      |
| 16/2/2025  | 日本     | 京都 | 草2200 | GII  | 京都紀念       | 55   | 李慕華 | 6    | 12   | 9    | 2:16.7   | 優鶴湖        |
| 5/4/2025   | 阿聯酋   | 美丹 | 草2410 | GI   | 杜拜司馬經典賽 | 55   | 李慕華 | 9    | 9    | 6    | 記錄缺失 | 野田分位      |
| 22/6/2025  | 日本     | 阪神 | 草1600 | GIII | 白鷺錦標       | 57   | 李慕華 | 4    | 14   | 2    | 1:33.2   | Keep Calm     |

## 血統簡介
父系無敵先鋒爲英國賽駒，生涯戰績優秀，曾勝出一級賽英皇佐治六世及皇后伊利沙伯錦標，退役後被社台集團引入至日本作配種馬之用。祖父單色里爲英國生產的法國賽駒，生涯戰績不俗，曾勝出二級賽山谷百合錦標，亦於一級賽法國二千堅尼、森林大賽及薩塞克斯錦標跑獲亞軍。
母系Cecchino為日本賽駒，生涯戰績不俗，曾勝出二級賽花仙錦標及於一級賽優駿牝馬（日本橡樹大賽）跑獲亞軍。外祖父夏威夷王爲日本賽駒，生涯戰績極爲優秀，僅得一戰未能獲勝，曾勝出一級賽NHK一哩賽及東京優駿（日本打吡），爲日本史上首匹贏得變則二冠的賽駒。

### 血統表
| 父線：單色系（北地舞人系）       |                            |              |                |
| 種馬 無敵先鋒 2006年（棗色）     | 單色里 1996年（深棗色）    | 丹山         | 單色           |
| 種馬 無敵先鋒 2006年（棗色）     | 單色里 1996年（深棗色）    | 丹山         | Razyana        |
| 種馬 無敵先鋒 2006年（棗色）     | 單色里 1996年（深棗色）    | Hasili       | Kahyasi        |
| 種馬 無敵先鋒 2006年（棗色）     | 單色里 1996年（深棗色）    | Hasili       | Kerali         |
| 種馬 無敵先鋒 2006年（棗色）     | Penang Pear 1996年（棗色） | Bering       | Arctic Tern    |
| 種馬 無敵先鋒 2006年（棗色）     | Penang Pear 1996年（棗色） | Bering       | Beaune         |
| 種馬 無敵先鋒 2006年（棗色）     | Penang Pear 1996年（棗色） | Guapa        | Shareef Dancer |
| 種馬 無敵先鋒 2006年（棗色）     | Penang Pear 1996年（棗色） | Guapa        | Sauceboat      |
| 繁殖雌馬 Cecchino 2013年（栗色） | 夏威夷王 2001年（棗色）    | 金滿寶       | 淘金者         |
| 繁殖雌馬 Cecchino 2013年（栗色） | 夏威夷王 2001年（棗色）    | 金滿寶       | Miesque        |
| 繁殖雌馬 Cecchino 2013年（栗色） | 夏威夷王 2001年（棗色）    | Manfath      | 最後大官       |
| 繁殖雌馬 Cecchino 2013年（栗色） | 夏威夷王 2001年（棗色）    | Manfath      | Pilot Bird     |
| 繁殖雌馬 Cecchino 2013年（栗色） | Happy Path 1998年（棗色）  | 週日寧靜     | Halo           |
| 繁殖雌馬 Cecchino 2013年（栗色） | Happy Path 1998年（棗色）  | 週日寧靜     | Wishing Well   |
| 繁殖雌馬 Cecchino 2013年（栗色） | Happy Path 1998年（棗色）  | Happy Trails | Posse          |
| 繁殖雌馬 Cecchino 2013年（栗色） | Happy Path 1998年（棗色）  | Happy Trails | Roycon         |
| 雌系：號族：4-d                  |                            |              |                |
| 五代內近親交配：北地舞人 5×5     |                            |              |                |

## 命名由來
名字Cervinia（チェルヴィニア）出自意大利瓦莱达奥斯塔大区瓦尔图南什內，位於馬特洪峰上的小鎮布勒伊-切爾維尼亞，香港則取此小鎮作為滑雪聖地的特點，翻譯為「雪嶺熱點」。

## 外部連結
- 雪嶺熱點 netkeiba.com （页面存档备份，存于）
- 血統表 （页面存档备份，存于）